# François-Charles Merveilleux du Vignaux
Pour les autres membres de la famille, voir Merveilleux du Vignaux.
François-Charles Merveilleux du Vignaux (22 octobre 1828 à Poitiers - 4 mai 1914 à Paris) est un juriste et homme politique français.

## Biographie
Fils de Pierre Étienne Darcantara Merveilleux du Vignaux, avocat à Saintes, président de chambre à la cour d'appel de Poitiers, et d'Aglaé Bréchard, François-Charles Merveilleux du Vignaux se fait recevoir docteur en droit en 1849, fut chargé de cours à la faculté de droit de Poitiers en 1853, et entra dans la magistrature comme substitut de cour d'assises à Saintes le 29 octobre de la même année. Procureur impérial à Fontenay-le-Comte, puis à la Roche-sur-Yon, avocat général (1865) et premier avocat général (1868) près de la cour d'Angers. Lors de la révocation, au 4 septembre 1870, de M. Chevalier, procureur général près la cour d'appel d'Angers, Merveilleux du Vignaux resta momentanément en fonctions pour ne pas désorganiser le service ; mais certains choix faits dans le ressort par Crémieux, alors ministre de la Justice, lui ayant paru inacceptables, il donna sa démission motivée sur le sentiment de la dignité de la magistrature. Dix-sept magistrats du parquet, parmi lesquels M. Bigot, se démirent en même temps. Ému de cette attitude, Crémieux manda Merveilleux du Vignaux à Paris, et refusa d'abord de remplacer les démissionnaires mais ceux-ci ayant persisté dans leurs protestations, le ministre dut se résoudre à leur donner des successeurs. 
C'est à la suite de ces incidents que les électeurs de la Vienne choisirent Merveilleux du Vignaux jour les représenter à l'Assemblée nationale, le 8 février 1871. Merveilleux du Vignaux prit place à droite, dans les rangs du parti catholique et monarchique, se fit inscrire aux réunions Colbert et des Réservoirs, fut membre de la commission relative à la réintégration des magistrats frappés par Crémieux en violation du principe de l'inamovibilité, de la commission relative à l'attribution des délits de presse au jury, de celles relatives à la modification de la surveillance de la haute polices au maintien de l'état de siège en Algérie, et de la commission des grâces élue au scrutin de liste directement par l'Assemblée. Il fit également partie, à plusieurs reprises, de la commission d'initiative parlementaire, de la commission de permanence (notamment pendant les vacances de 1873), de la première commission des lois constitutionnelles qui donna sa démission après la vote du projet Wallon, fut rapporteur de la loi sur l'interdiction du cumul de l'indemnité parlementaire avec un traitement, de la loi sur l'état de siège à Alger, et parla sur la réorganisation de la magistrature, sur le budget du ministère de la Justice, etc. 
Partisan convaincu de la monarchie traditionnelle, il fut du nombre des députés qui, après la chute de Thiers et la crise du 24 mai 1873, travaillèrent le plus directement à préparer par les voies légales le retour du « comte de Chambord », en s'efforçant d'aplanir entre ce prince et la majorité de l'Assemblée les difficultés et les malentendus dont la persistance amena l'échec final des tentatives de restauration. 
Son frère aîné, Émile Merveilleux du Vignaux, qui a été, depuis lors, premier président de la cour d'appel de Poitiers, remplissait à ce moment, près du garde des sceaux, Ernoul, les fonctions de secrétaire général du ministère de la Justice. L'opinion publique en France et même à l'étranger attacha une importance particulière au voyage, encouragé par le ministère, que Merveilleux du Vignaux et le comte de Sugny firent ensemble à Frohsdorf, au mois de septembre 1873, voyage antérieur de quelques jours à la constitution de la commission des Neuf et à la demande officielle qu'accomplit, au nom de celle-ci, Chesnelong. 
À l'Assemblée, Merveilleux du Vignaux vota pour la paix, pour l'abrogation des lois d'exil, pour la pétition des évêques, pour le pouvoir constituant de l'assemblée, contre le servies de trois ans, pour la démission de Thiers, pour le septennat, pour le ministère de Broglie, contre les amendements Wallon et Pascal Duprat, contre les lois constitutionnelles. Il ne s'est pas représenté aux élections du 20 février 1876. 
Collaborateur actif de l'organisation de l'enseignement supérieur libre à Paris, il a été un des premiers membres de l'Institut catholique, où il occupa les fonctions de doyen de la faculté de droit.
Il avait épouse Marie de Foucault, petite-fille du marquis François-Louis-Charles de Foucault et du baron Jules Pasquier.

## Distinctions
- Chevalier de la Légion d'honneur (9 août 1870[1])

## Sources
- « François-Charles Merveilleux du Vignaux », dans Adolphe Robert et Gaston Cougny, Dictionnaire des parlementaires français, Edgar Bourloton, 1889-1891 [détail de l’édition]